# مرکز ورزشی یونیورسیاد شنژن
مرکز ورزشی یونیورسیاد شنژن ( به  چینی ساده: 深圳大运体育中心) که با نام‌های مرکز دانشگاه شنژن ، مرکز ورزشی دانشگاه لونگگانگ یا استادیوم لونگگانگ نیز شناخته می‌شود، یک مجموعه با امکانات ورزشی چند منظوره در منطقه لانگ‌انگ، شنژن، گوانگدونگ، در کشور چین است. این مرکز ورزشی در سال ۲۰۱۱ میلادی تکمیل شد. از این مجموعه بیشتر برای مسابقات فوتبال و ورزش‌های مربوط به دو و میدانی استفاده می‌شود. این ورزشگاه به جهت استفاده در یونیورسیاد تابستانی ۲۰۱۱ ساخته شد و در این مسابقات میزبان برخی از بازی‌ها بود.
گنجایش ورزشگاه این مجموعه، ۶۰٬۳۳۴ تماشاگر است. شنژن دایون آرنا گنجایش ۱۸٬۰۰۰ تماشاگر دارد در حالی که مرکز آبی مجموعه گنجایش ۳۰۰۰ تماشاگر را دارد.
در ۱۵ سپتامبر ۲۰۱۸، یک بازی پیش فصل لیگ ملی هاکی در این ورزشگاه بین دو تیم کلگری فلیمز و بوستون بروینز انجام شد.

نخست قرار بود این ورزشگاه میزبان فینال مسابقات قهرمانی لیگ افسانه‌های جهانی ۲۰۲۱ باشد، اما به دلیل خطرات ناشی از گسترش بیماری و همه‌گیری COVID-19 در چین، این رویداد به‌طور کامل به ایسلند منتقل شد.